# O jedno życie za dużo
O jedno życie za dużo (tytuł oryginalny: Një jetë më shumë) – albański film fabularny z roku 1986 w reżyserii Gëzima Erebary i Gavrosha Haxhihyseniego.

## Opis fabuły
W czasie bombardowania Çaku traci swoich rodziców, a sam zostaje ocalony przez jednego z partyzantów. Razem ze swoim kolegą, który próbuje naśladować Chaplina występują na ulicach miasta i szukają możliwości przyłączenia się do oddziału partyzanckiego, a także odnalezienia partyzanta, który go uratował. Spotkanie z wybawcą zmieni całkowicie życie małego Çaku.
Film realizowano w Tiranie.

## Obsada
- Elert Ajazi jako Çaku
- Kristaq Skrami jako Arshin
- Enea Zhegu jako Come
- Shpëtim Shmili jako kupiec
- Alban Dashi jako Tefa
- Zhani Ziçishti jako adwokat
- Ilia Shyti jako portier
- Anila Llaçi
- Eduard Çela